# Pioneer (Luisiana)
Pioneer é uma vila localizada no estado americano de Luisiana, na Paróquia de West Carroll.

## Demografia
Segundo o censo americano de 2000, a sua população era de 171 habitantes.
Em 2006, foi estimada uma população de 158, um decréscimo de 13 (-7.6%).

## Geografia
De acordo com o United States Census Bureau tem uma área de
2,8 km², dos quais 2,8 km² cobertos por terra e 0,0 km² cobertos por água. Pioneer localiza-se a aproximadamente 31 m acima do nível do mar.

## Localidades na vizinhança
O diagrama seguinte representa as localidades num raio de 32 km ao redor de Pioneer.